# Умаханов, Багаутдин Мустафаевич
Багаутди́н Мустафа́евич Умаха́нов (род. 2 июня 1971, Хасавюрт, Дагестанская АССР) — советский и российский борец вольного стиля, двукратный чемпион Европы (1991, 1992), обладатель Кубка мира (1993), призёр чемпионата мира (1994), участник Олимпийских игр (1996). Заслуженный мастер спорта России. Старший брат олимпийского чемпиона Мурада Умаханова и обладателя Кубка мира Шамиля Умаханова, племянник Сайгидпаши Умаханова.

## Биография
По национальности аварец. Вольной борьбой занимался с 1981 года у тренера Магомеда Гусейнова в СДЮШОР города Хасавюрта. В 1991 и 1992 годах был чемпионом Европы, а в 1994 году — призёром чемпионата Европы и чемпионата мира. На Олимпийских играх в Атланте выиграл две схватки, но проиграл иранцу Мохаммаду Талаеи и занял 11-е место. После этого ушёл из спорта.

## Образование
Окончил Дагестанский государственный политехнический институт (1993).